# Diplozona
Diplozona is een geslacht van wantsen uit de familie van de Miridae (Blindwantsen). Het geslacht werd voor het eerst wetenschappelijk beschreven door Van Duzee in 1915.

## Soorten
Het genus bevat de volgende soorten:

- Diplozona brasiliana Carvalho & Costa, 1990
- Diplozona collaris Van Duzee, 1915
- Diplozona dispersa Carvalho & Gomes, 1972
- Diplozona emboliata Costa, Chérot & Carpintero, 2008
- Diplozona equatoriana Carvalho & Costa, 1990
- Diplozona guadalupensis Carvalho & Costa, 1990
- Diplozona kalapalensis (Carvalho, 1952)
- Diplozona mexicana Carvalho & Gomes, 1972